# 2014 في السكك الحديدية
تهتم هذه المقالة بسرد الأحداث المتعلقة بالنقل بالسكك الحديدية التي حدثت في عام 2014.

## الأحداث

### شهريا

#### يناير
- الولايات المتحدة 1 يناير- تولى كارل آيس منصب الرئيس التنفيذي لسكة حديد بي إن إس إف خلفا للرئيس التنفيذي السابق مات روز الذي تولى منصب رئيس العمليات.
- الولايات المتحدة 2 يناير- أعلنت سكك حديد الكندية عن بيع 660 ميلا (1060 كم) من داكوتا ومينيسوتا وفرعها الشرقي لشركة جينيسي وويومنيج التي ستقوم بتشغيلها كسواحل لسكك حديدية سريعة. تم الانتهاء من الصفقة في منتصف عام 2014.[1][2]

#### مارس
- الولايات المتحدة 23 مارس- وقوع حادث قطار شيكاغو إل في بعد اصدامه بمصد محطة مترو الأنفاق في أوهير، مما تسبب في إصابه 32 شخصا.[3][4][5]
- أستراليا 27 مارس- افتتاح توسعة دولويتش هيل للسكك الحديدية الخفيفة الداخلية في سيدني.[6]

#### أبريل
- بنما 5 أبريل- افتتاح مترو بنما في العاصمة بنما، بنما.
- نيوزيلندا 28 أبريل- بدأ تشغيل أول قطار كهربائي من أوكلاند من فئة إيه إم في فرع ونهونغا.
- الصين 29 أبريل- افتتاح خط مترو تشانغشا 2.[7]

#### مايو
- الولايات المتحدة 1 مايو- بدأت خدمة صن ريل للركاب الخدمة في مدينة أورلاندو الكبرى بولاية فلوريدا.[8]
- ماليزيا 1 مايو- افتتاح تمديد خط كيلا السريع في سيبانج.[9]
- الولايات المتحدة 7 مايو- إعادة افتتاح ميناء سانت بول يونيون في مينيسوتا إلى حركة القطار المنتظمة بانتظام. شهد مستودع آخر القطارات في 30 أبريل 1971، قبل يوم من بدء شركة أمتراك العملية.
- الولايات المتحدة 9 مايو- احتفال وزارة العمل الأمريكية بمساهمات عمال السكك الحديدية الصينيين الذين ساعدوا في بناء السكك الحديدية من خلال إضافتهم إلى قاعة الشرف العمالية.[10]
- الصين 28 مايو- افتتاح توسعة خط مترو ووهان 1.[11]

#### يونيو
- الهند 8 يونيو- افتتاح يفتح الخط الأول من مترو مومباي في الهند على ممر فيرسوفا-غاتكوبار الغربي-الشرقي.[12]
- الولايات المتحدة 14 يونيو- افتتاح خدمة الخط الاخضر للسكك الحديدية الخفيفة في منيابولس سانت بول، مينيسوتا.[13][14]

#### يوليو
- الولايات المتحدة 26 يوليو- افتتاح خط دبليو ماتا الفضي الجديد لخدمة المسافرين في العاصمة واشنطن. تضمن الخط بناء طريق عبور سريع جديد السادس للمترو 11.8 ميل و 5 مراكز في ماكلين، تايسون كورنر، جرينسبورو، ربيع هيل وريستون الشرقية.

#### أغسطس
- الصين 16 أغسطس- افتتاح خط سكة حديد لاسا- شيغازي لمحطة سكة حديد شيغازي (شيغاتسي) في منطقة التبت ذاتية الحكم.[15]

#### سبتمبر
- الصين 17 سبتمبر- افتتاح محطة تشويهاي على الخط 1 لمترو ووهان.[16]

#### نوفمبر
- الولايات المتحدة 10 نوفمبر- افتتح مركز فولتون نيويورك للتقاطع.
- سنغافورة 23 نوفمبر- تم افتتاح توسعه محطة إم أر تي الخطية 1 كم، هي محطة مارينا ساوث بيرى.[17][18]

#### ديسمبر
- الهند 25 ديسمبر- افتتاح محطة سكك الحديد الهندية قطار سوشاسان السريع، الذي يربط جواليور وجوندا، أوتار براديش في ذكرى عيد ميلاد رئيس الوزراء السابق أتال بيهاري فاجباي الحادي والتسعين.
- هونغ كونغ 28 ديسمبر- افتتاح خط الجزيرة الغربية.

## وصلات خارجية
- مؤتمر السكك الحديدية عام 2014